# 亀の甲の姿勢
亀の甲の姿勢（かめのこうのしせい）とは格闘技、特に柔道で用いられるうつ伏せになり腋を締め顎を引いた状態、グラウンドポジションの一つである。英語ではタートル・ガード（Turtle guard）と呼ばれる。別名亀（かめ）。

## 概要
柔道では投げ技で崩され下になった場合の防御法として一般的である。亀の姿勢の相手を攻めるのはそれなりの技術が必要で、腕が未熟で上になっているからと不用意に腋や腰を抱いたりすると、逆に回転系の動きで相手に抑え込まれることがある。なお上の選手の横絞や腕挫脚固が極まる寸前で、下の選手が耐えるのはもはや時間の問題という所まで形が出来ていて亀の姿勢側が決定的な不利な体勢でも、審判がよく知らない技で気付かない場合は短時間ですぐに「待て」がかかることも多い。結果的に現代国際柔道ルールでは「待て」まで耐えるだけなら亀の姿勢、また攻め手も完全に亀の姿勢の相手には深追いしない、という風にルールに合わせた動きをする選手が多い。
ブラジリアン柔術ではバックコントロールでポイントを取られる恐れがある。
総合格闘技に於いては、後頭部や脊髄への打撃は禁止されていることが多いが、側頭部や背部（脊髄除く）を打撃で攻撃されるため有用性は低い。総合格闘技大会PRIDE.13では亀の姿勢になった桜庭和志がヴァンダレイ・シウバにサッカーボールキックを喰らいTKO負けをしている。
|            | パンチ | キック | 膝蹴り | 肘打ち | 頭突き |
| ---------- | ------ | ------ | ------ | ------ | ------ |
| 修斗       | ○      | ×      | ×      | ×      | ×      |
| パンクラス | ○      | ○      | ×      | ×      | ×      |
| PRIDE      | ○      | ○      | ○      | ×      | ×      |
| DREAM      | ○      | ×      | ○      | ○      | ×      |
| UFC        | ○      | ○      | ○      | ○      | ×      |
| キングダム | ○      | ○      | ○      | ○      | ○      |

ただし体重差によっては攻撃を一切禁止している場合もある。

### 亀の姿勢の相手への攻撃方法
- 踏みつけ
- サッカーボールキック
- 絞め技
- 横転固 脚を入れ回転し腕ひしぎ十字固め
- 帯を掴んで持ち上げる

など

### 自分が亀の姿勢からの技
- 相手が前に来た瞬間前転して胴絞、三角絞め[要出典]
- 手を入れてきたら掴んで回転し腕ひしぎ十字固め[要出典]

など